# Juanjo Rocafort

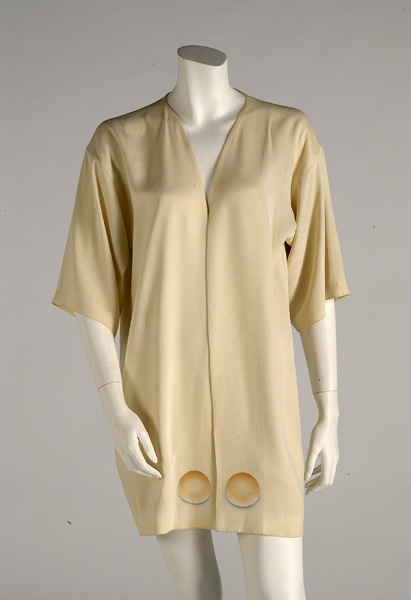
Blusón de raso, pintado a mano de color marfil.

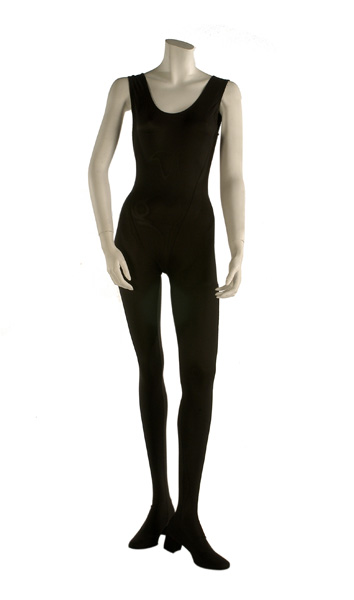
Mono de punto elástico con zapatos integrados, de color negro.

Juan José Rocafort y Huete, más conocido como Juanjo Rocafort, (Madrid, 24 de noviembre de 1943 - Madrid, 5 de abril de 2020) fue un diseñador de moda español.

## Biografía
Es un inventor y diseñador español de moda. Comienza sus estudios en el British Institute en Madrid alternando más tarde la carrera de Ciencias Políticas con el montaje y dirección de boutiques. Autodidacta e innovador nato con una visión muy por delante de su tiempo, es el pionero del diseño de vanguardia español, abriendo el camino a los llamados Nuevos Creadores españoles.
Como inventor está reconocido en Bélgica como Caballero al Mérito a la Invención (Bruselas, 10/11/1994).   
De 1964 a 1973 abre boutiques en Madrid, Londres, Marbella e Ibiza y comienza la fabricación y difusión de su línea de Prêt à Porter. Ante la gran demanda de sus diseños capta una clientela de élite: Familia Real Española, Marlon Brando, John Lennon, Natalie Wood, Julio Iglesias, Duquesa de Alba, familia Hohenlohe, princesa Isabel de Yugoslavia, princesa Beatriz de Saboya, Cristina Onassis, Francis A. Rockefeller y un largo etcétera de grandes personalidades. 
En EE. UU. clientes: Henri Bendel, Bloomingdale's, Sacks 5th Ave., Neiman Marcus, Bonwit Teller, Bergdorf & Goodman's, Elizabeth Arden.
En 1975, tras haber estado varios años viviendo entre New York y Madrid se traslada definitivamente a los Estados Unidos abriendo su estudio de diseño en el Empire State Building y el salón  de Alta Costura  "By Appointment" en el 44 East 65th St. 
Su Línea de Ropa con Luz alcanza gran éxito de ventas, más de ocho millones de unidades vendidas en un año.  En 1992 crea las colecciones "Total Wear" y el "Calzado Elástico". Este último invento sigue de actualidad (2019) y consiste en eliminar las cremalleras de las botas  sustituyéndolas por un tejido elástico dando una nueva dimensión más estética al calzado. También se han reportado ventas de millones de pares en todo el mundo. "Total Wear": Dentro de su concepto minimalista, una pieza viste todo el cuerpo (calzado incluido). Una nueva forma de vestir en la que se ahorra tiempo, dinero y energía, siendo la elegancia el sello del concepto, al suprimir cortes al conjunto total. Estos dos productos han sido patentados.

## Reconocimientos
- Cruz al Mérito de la Invención (1205), Diploma de Caballero de Honor, Bruselas 1994 (Eureka). Por su gran contribución al progreso y la invención en el campo de la moda.
- Medalla de Oro de la 43.ª Exposición de Invenciones, Investigación y la Innovación Industrial, Bruselas 1994.
- Premio Especial por Diseño Contemporáneo y Nuevas Tendencias en la Moda, Bruselas 1994.
- Diploma y Medalla de Plata de la Cámara Europea de Comercio, Industria y Finanzas, Bruselas 1994.

- Juanjo Rocafort es el primer diseñador de moda que ha recibido premios por sus invenciones y patentes en el mundo de la moda.